# 就学時健康診断
就学時健康診断（しゅうがくじけんこうしんだん）とは、学校保健安全法第11条を根拠として、初等教育に就学する直前に行なわれる健康診断である。就学時健診、あるいは就健と略される。学校保健安全法施行令第一条により、就学年度の初めから4か月前（就学前年度の11月30日）までに行なわれる。
就学時健診では、身体の疾患や、知的発達の度合いが検査される。健常児であれば小学校普通学級に就学するが、心身に障害があり特別な支援が必要な児童の場合、障害のある児童を対象とした就学相談を受けるよう指導される場合が多い。健診後、1月31日までに、就学先学校が各家庭に通知される。市町村立小学校の普通学級や特別支援学級に就学する児童は市町村、特別支援学校に就学する児童は都道府県の教育委員会が管轄する。
就学時健診制度が始まったのは1958年である。
近年、特に知能検査の実施について是非が問われている。就学時健診では、知能検査を実施し、知的障害の有無を調べ、特別支援教育の必要性を判断する。知能検査#就学時検査、知能指数#就学時健康診断も参照。
自治体には、就学時健診を実施する義務がある一方で、受診には義務はないとされる。

## 内容
学校保健安全法第11条にて、「市（特別区を含む。以下同じ。）町村の教育委員会は、学校教育法第17条第1項の規定により翌学年の初めから同項に規定する学校に就学させるべき者で、当該市町村の区域内に住所を有するものの就学に当たつて、その健康診断を行わなければならない。」としている。健康診断の検査項目は学校保健安全法施行規則の第3条に定められており、以下のとおりである。
1. 栄養状態は、皮膚の色沢、皮下脂肪の充実、筋骨の発達、貧血の有無等について検査し、栄養不良又は肥満傾向で特に注意を要する者の発見につとめる。
2. 脊柱の疾病及び異常の有無は、形態等について検査し、側わん症等に注意する。
3. 胸郭の異常の有無は、形態及び発育について検査する。
4. 視力は、国際標準に準拠した視力表を用いて左右各別に裸眼視力を検査し、眼鏡を使用している者については、当該眼鏡を使用している場合の矯正視力についても検査する。
5. 聴力は、オージオメータを用いて検査し、左右各別に聴力障害の有無を明らかにする。
6. 眼の疾病及び異常の有無は、伝染性眼疾患その他の外眼部疾患及び眼位の異常等に注意する。
7. 耳鼻咽頭疾患の有無は、耳疾患、鼻・副鼻腔疾患、口腔咽喉頭疾患及び音声言語異常等に注意する。
8. 皮膚疾患の有無は、伝染性皮膚疾患、アレルギー疾患等による皮膚の状態に注意する。
9. 歯及び口腔の疾病及び異常の有無は、齲歯、歯周疾患、不正咬合その他の疾病及び異常について検査する。
10. その他の疾病及び異常の有無は、知能及び呼吸器、循環器、消化器、神経系等について検査するものとし、知能については適切な検査によつて知的障害の発見につとめ、呼吸器、循環器、消化器、神経系等については臨床医学的検査その他の検査によつて結核疾患、心臓疾患、腎臓疾患、ヘルニア、言語障害、精神神経症その他の精神障害、骨、関節の異常及び四肢運動障害等の発見につとめる。